# Blue Ridge Summit
Blue Ridge Summit est une census-designated place située dans le comté de Franklin, dans le Commonwealth de Pennsylvanie, aux États-Unis.